# Yalo Yalo

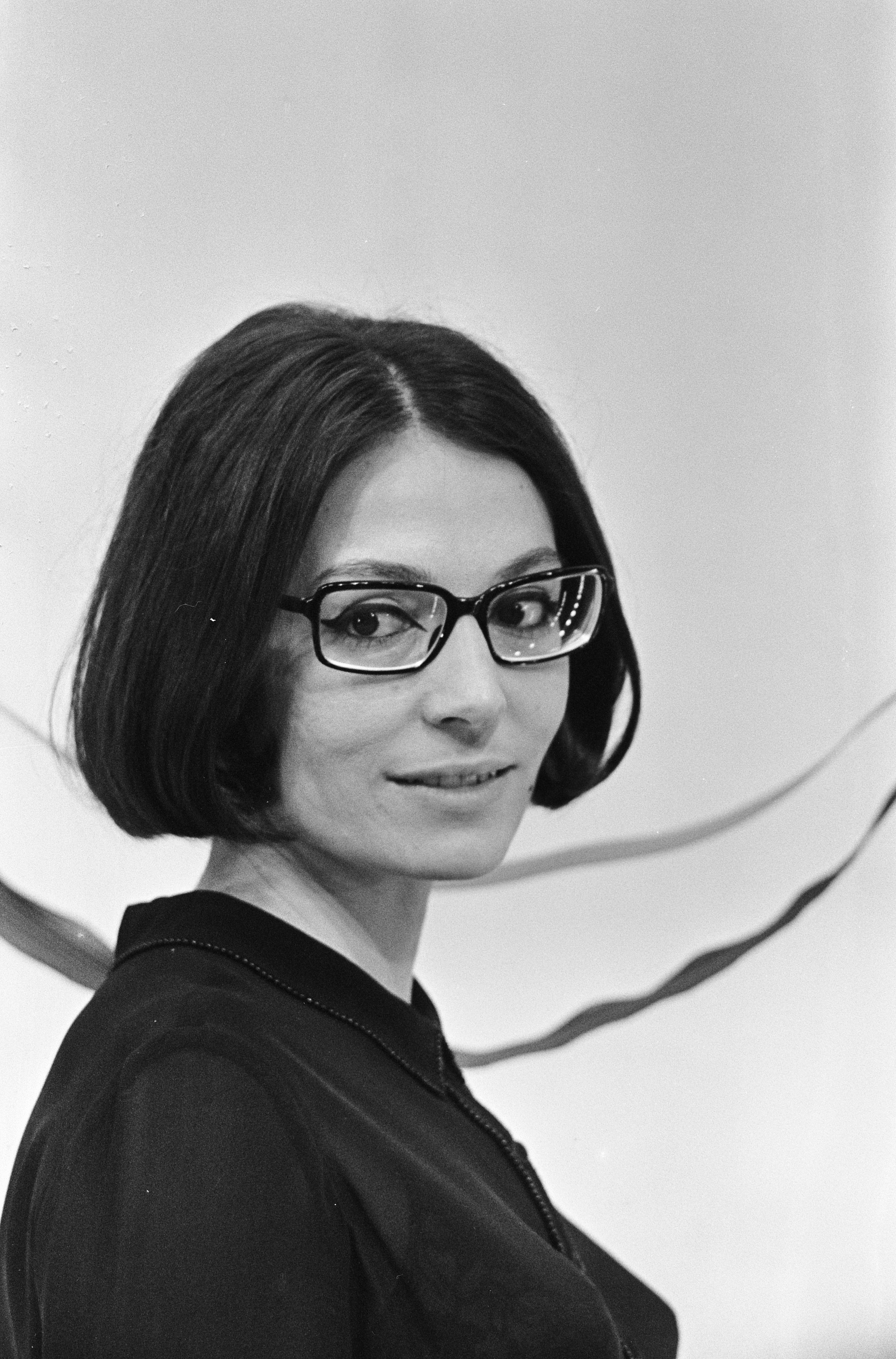
Nana Mouskouri.

«Yalo Yalo» (en griego: Γιαλό γιαλό) es una canción tradicional griega, de las islas jónicas. Fue popularizada internacionalmente por Nana Mouskouri. 
| Ας χαμηλώ-, ας χαμηλώναν τα βουνά να ’βλεπα το, να ’βλεπα το Μπουρνόβα να ’βλεπα την αγάπη μου τι άλλο θέλω ακόμα Γιαλό, γιαλό πηγαίναμε κι όλο για σένα λέγαμε γιαλό να πας, γιαλό να ’ρθείς τα λόγια μου να θυμηθείς | Que desciendan, que desciendan las montañas Para que vea, para que vea Bornova Para que vea a mi amor ¿Qué más podría desear? Por la orilla del mar, por la orilla caminamos Y solo hablamos de ti Por la orilla tu vas, por la orilla tu vienes Recuerda mis palabras |

- Datos: Q3571394